# Puyang
Puyang és una ciutat a nivell de prefectura a la província de Henan, a la República Popular de la Xina. Situada a la riba nord del riu Groc, limita amb Anyang a l'oest, Xinxiang al sud-oest i les províncies de Shandong i Hebei a l'est i al nord respectivament.
Segons el cens del 2020, la seva població total era de 3.772.088 habitants i la seva àrea urbanitzada (o metropolitana) formada pel districte de Hualong, el comtat de Puyang i el comtat de Qingfeng, en gran part conurbats, tenia 2.524.658 habitants.

## Història
Al lloc d'enterrament de la cultura Yangshao hi ha una representació que es creu que és un antic cosmograma que representa el cel rodó i la Terra quadrada.
Puyang és rica en patrimoni històric i cultural, i és àmpliament aclamada com un dels llocs de naixement de la nació xinesa. El Clàssic de poesia, la primera col·lecció de versos de la Xina, inclou molts poemes que representen el camp de Puyang. Les figures històriques famoses de Puyang inclouen Wu Qi, un estrateg militar, Shang Yang, un estadista, i Lü Buwei, un gran pensador.

### Tres Regnes
Durant l'era dels Tres Regnes, Puyang va servir com a quarter general de Cao Cao des del 191 fins al 196 dC i va ser escenari de la batalla de la Província de Yan (194-195 d.C).

### Dinastia Qing i República de la Xina
Puyang era un comtat de la prefectura de Daming, província de Zhili. El 1928, Zhili va ser abolida i Puyang es va incorporar a la província de Henan.

### República Popular de la Xina
L'agost de 1949 Puyang va ser exclosa d'Henan i inclosa a la província experimental de Pingyuan. El novembre de 1953 va tornar sota l'administració de Henan.
L'any 1987 es va desenterrar una relíquia històrica, formada per una sèrie de cloïsses disposades amb dibuixos de drac. El valuós descobriment, que podria datar de fa més de 6.400 anys, es va guanyar la reputació internacional de "el primer drac de la Xina".
Els estudiosos xinesos consideren Puyang com un dels els principals llocs de naixement de la civilització xinesa.

## Geografia

### Clima
Afectada per la circulació del monsó del sud-est asiàtic durant tot l'any i situada a la regió de latitud mitjana, la ciutat té un clima monsònic continental temperat càlid amb estacions clarament delimitades. La primavera sol ser seca i ventosa. Les altes temperatures i les fortes pluges marquen tot l'estiu. A la tardor hi ha molts dies assolellats. A l'hivern, es caracteritza per poques precipitacions. La temperatura mitjana anual se situa en 13,72 °C; el màxim extrem és de 43,1 °C, mentre que el mínim extrem és de -21 °C. El període sense gelades dura 205 dies. La precipitació anual és d'uns 500 a 600 mm.